# رالتگراویر
رالتگراویر که با نام تجاری Isentress فروخته می‌شود، یک داروی ضد رتروویروسی است که همراه با سایر داروها برای درمان HIV/AIDS استفاده می‌شود. همچنین ممکن است به عنوان بخشی از فرآیند پیشگیری پس از قرارگرفتن در معرض ویروس HIV برای جلوگیری از عفونت استفاده شود. این دارو به صورت خوراکی تجویز می‌شود.
عوارض جانبی رایج شامل مشکلات خواب، احساس خستگی، حالت تهوع، افزایش قند خون و سردرد است. عوارض جانبی شدید ممکن است شامل واکنش‌های آلرژیک از جمله سندرم استیونز–جانسون، تجزیه عضلات و مشکلات کبدی باشد. بی خطر بودن استفاده از این دارو در دوران بارداری یا شیردهی مشخص نیست. رالتگراویر یک مهارکننده انتقال رشته اینتگراز HIV است که عملکرد اینتگراز HIV-که برای همانندسازی ویروس لازم است-را مسدود می‌کند.
رالتگراویر برای استفاده پزشکی در ایالات متحده در سال ۲۰۰۷ تایید شد. این دارو در فهرست داروهای ضروری سازمان جهانی بهداشت قرار دارد. لامیوودین/رالتگراویر، که شکل ترکیبی این دارو با لامیوودین است نیز در بازار موجود می‌باشد.

## مکانیسم عمل
رالتگراویر به عنوان یک مهارکننده اینتگراز، اینتگراز را هدف قرار می‌دهد. آنزیمی که در رتروویروس‌ها مشترک است و ماده ژنتیکی ویروس را در کروموزوم‌های انسانی ادغام می‌کند. این فرآیند که یک مرحله مهم در مدل عفونت HIV است. این دارو از طریق گلوکورونیداسیون متابولیزه می‌شود.

## سنتز
رالتگراویر به روش‌های مختلفی قابل سنتز است.
در یکی از روش‌های مورد استفاده برای سنتز این دارو، ۲-آمینو-۲-متیل‌پروپانیتریل با اسید کلریدِ ۵-متیل-۴٬۳٬۱-اکسادی‌آزول-۲-کربوکسیلیک اسید با استفاده از N-متیل‌مورفولین به عنوان باز واکنش داده می‌شود. این محصول با هیدروکسیل‌آمین آبی آمایش می‌شود تا یک آمیدوکسیم تشکیل شود. هنگامی که آمیدوکسیم با دی‌متیل استیلن‌دی‌کربوکسیلات واکنش می‌دهد، حلقه پیریمدون مرکزی دارو ایجاد می‌شود. سنتز با تبدیل متیل استر باقی مانده از ماده واسطه به آمید با ۴-فلوئوروبنزیل‌آمین و در ادامه متیل‌دار کردن با استفاده از تری‌متیل‌سولفوکسونیوم یدید تکمیل می‌شود. استفاده از واکنشگر یاد شده تضمین می‌کند که متیل‌دار کردن در اتم نیتروژنِ پیریمیدون با شیمی گزینی مناسبی رخ می‌دهد.